# Navdanya
Navdanya est une ONG indienne, fondée en 1991 en Inde par Vandana Shiva, destinée à la protection de la biodiversité et au développement de l'agriculture biologique.

## Historique
Navdanya a débuté en 1984 en tant que programme de la Fondation de recherche pour la science, la technologie et l'écologie (RFSTE), une initiative de recherche participative fondée par la scientifique et écologiste Dr Vandana Shiva pour fournir une orientation et un soutien à l'activisme environnemental. "Navdanya" signifie "neuf cultures" , ces neuf cultures représentent la source collective de la sécurité alimentaire indienne.

## Activités principales
Il lutte contre l'industrie agrochimique grâce à un système de prêt bancaire destiné aux agriculteurs. Navdanya est un réseau de gardiens de semences et de producteurs biologiques répartis dans 16 États en Inde. La ferme de Navdanya est ainsi une banque de semences modèles et un centre de formation agricole, qui a permis à plus de 10 000 fermiers d'Inde, du Pakistan, du Tibet, du Népal et du Bangladesh de s'approprier les méthodes de l'agriculture biologique, "organic farming" en anglais universel, en s'appuyant sur un contrôle participatif à partir des textes de l'IFOAM. Ce qui n'empêche pas l'intervention des organismes certificateurs.
Navdanya est membre du mouvement Terra Madre slow food. 
L'université, Earth University, est située dans la vallée de Doon dans la région d'Uttarakhand. Les cours sont accessibles aux Indiens mais également aux étrangers.